# Светоандрејска скупштина
Светоандрејска скупштина је било заседање скупштине Кнежевине Србије које је почело на Светог Андреја 30. новембра/12. децембра 1858. и завршило се 31. јануара/12. фебруара 1859. године.
Кнез Александар Карађорђевић је сазвао скупштину под притиском опозиције. На скупштини су уставобранитељи и група либерала, подржала династију Обреновић и Милоша Обреновића, и кнезу Александру Карађорђевићу одузела мандат кнеза, и предала га кнезу Милошу Обреновићу.
Од тада је почела друга владавина кнеза Милоша Обреновића, која је трајала до 1860. и завршила се његовом смрћу. Њега је наследио његов син Михаило Обреновић, који је наследио кнежевску титулу.

## Предрадње за Светоандрејску скупштину 1858.

### Доношење закона о народној скупштини
Од 1848—1858. године у Србији није сазивана народна скупштина. Разлога је било више: уставобранитељи су почели да се међусобно све више разилазе; односи између Кнеза и Савета нису више били као на почетку уставобранитељске владавине; Кнез је тежио да ограничи власт Савета, a после завере коју је организовао саветник Стефан Стефановић-Тенка заједно са неколико саветника против Кнежева живота, Кнез је изменио лични састав Савета и још више ограничио права Савета. Поново су наступили дани пуни унутрашњих и спољнополитичких трзавица, a појачало их је то што је у народним масама добро организована акција у корист повратка на престо династије Обреновића. Крајем 1857. та агитација била је врло жива. Обреновићевци су тражили држање скупштине, јер су помоћу ње хтели да измене постојећи ред ствари. Скупштину су тражили и млађи људи, први у иностранству добро школовани нови нараштај, који је водио јавну реч и био на првим чиновничким положајима. Из те групе младих људи формираће се позније либерална странка y коју ће ступити и сви Обреновићевци. За скупштину је био и Илија Гарашанин, тадашњи министар унутрашњих послова, који је био решен да активно ради на уклањању Кнеза Александра. Напослетку, скупштину је тражио и Тома Вучић Перишић из истих мотива који су руководили и Гарашанина. Под притиском тих чинилаца, иако с тешком муком, пристао је на сазив скупштине и Савет, па је одлучено да се најпре донесе закон о народној скупштини и да ce, одмах по томе, сазове и сама скупштина.
Кнез Александар, од кога је зависило да ли ће се тај закон донети и да ли ће се сазвати скупштина, дао је такође свој пристанак, Закон је убрзо редигован, потврђен и објављен, a био је заказан и дан када ће се извршити избор народних посланика у целој земљи.
Кнежевим указом одређено је да се избори изврше 16. септембра 1858. Изборна агитација била је врло жива, a y њој су се нарочито истицале присталице Обреновића.‍:ст. 57

### Закон о народној скупштини од 28. октобра 1858.
Закон о народној скупштини, на основу кога је сазвана Светоандрејска скупштина 1858. године мотивише сазив скупштине „обичајем народним који од старина постоји, да се наш народ с времена на време сакупља на скупштину поради саветовања о општенародним делима".
У скупштину улазе по положају председници Касације, оба одељења Апелације, Београдског варошког суда и свих окружних судова, сви окружни начелници и управник Београда, сви окружни протојереји а из сваке епархије по један посланик, без обзира на број пореских глава. Сваки срез, свака варош (ма и не била окружна) као и Београд бирају по једног посланика на пет стотина пореских глава. На сваких даљих 250 пореских глава долази још један посланик. Чланови скупштине сматрају се и као посланици свога среза (вароши) a и као представници целога народа. Скупштина сама себи бира (у присуству кнежевог представника) председника, потпредседника и два секретара. Ови последњи могу бити узети и ван скупштине, из чиновничког реда, али тада немају право гласа.
Задатак је скупштине да пред државном управом буде веран и тачан изражај народног стања и осећања, и по томе она:
- 1) даје своје мишљење о предметима за које Кнез са Саветом нађе за добро да се преко министра предложе скупштини;
- 2) има права да изнесе пред владу тегобе које би народ имао и да предложи средства да се оне отклоне;
- 3) да износи жеље које би народ имао за подизање државног благостања, и начин на који би се те жеље извршиле и задовољиле.

Предлози народне скупштине немају обавезне силе док их Кнез и Савет, сходно уставу, не озаконе.
Дан и место састанка скупштине одређује Кнез са Саветом. Посланици су дужни на време доћи у скупштину и уредно похађати седнице. Пуномоћја се предају комисији од три саветника и два министра (унутрашњих дела и правде). По извештају комисијском, Савет одлучује о законитости избора. Пошто Савет буде извештен о конституисању скупштине, Кнез је отвара у присуству Савета и министара. За рад скупштине потребно је присуство две трећине свих посланика, a одлуке се доносе апсолутном већином присутних. Слобода говора и мишљења обезбеђена је. Глас се даје јавно. Решења скупштинска шаљу се Савету, a рад се саопштава у службеним новинама по секретарским забелешкама, које одобрава председник. Извод из тога штампа се и доставља народу.
Бирачи морају бити пунолетни, рођени или прирођени Срби, који нису кажњавани за злочин. Слуге не могу бити бирачи, иако плаћају бећарски данак. Чиновници не могу бити бирани у окрузима у којима непосредно врше власт. Сваки бира у месту где живи или где има неокретног добра. Кандидати за посланике, сем погодаба за бираче, морају имати тридесет година. Не могу бити бирани за посланике: министри, архијереји, и уопште чиновници и свештеници оба реда.
У варошима избор је непосредан, y срезовима посредан. На сваких 50 пореских глава бирају се у срезовима по два повереника, и они бирају посланика. Дан избора посланика одређују Кнез и Савет. Окружни начелници и управник Београда олдучују када ће се вршити избор повереника. Председници бирачких одбора су председници Примирителних судова из места у коме се врши избор посланика. Полиција има само да објасни правила о бирању, па се одмах удаљује са биралишта и никаквим начином неће се мешати у изборне послове. Деловође бирачких одбора су општински писари, a где их нема срески писари. Бира се већином гласова, a при једнакој подели гласова постаје посланик онај који је по годинама старији. Пуномоћје се чита пред скупштином која је бирала посланика, a потписују га председник и деловођа.
Ко претњом, поклоном или обећањем поклона или ма којим недопуштеним начином ради да неко постане посланик казни су затвором од шест недеља до једне године дана.‍:ст. 58

## Светоандрејска народна скупштина у Београду
На основу закона о народној скупштини, избори народних посланика извршени су у целој земљи 16. септембра 1858. Избори су у свим местима проведени у најбољем реду, али је међу изабраним посланицима било доста приврженика династије Обреновића. У Јагодини је био изабран Стефан-Стевча Михајловић, велики приврженик те династије и по својој првој жени њен сродник. Сем тога у варошима изабрано је и неколико млађих интелигената, либерала, који су били решени да раде на томе да се дотадашњи ред ствари мења, и удружили се са групом обреновићевских приврженика који су чинили већину. Посланика народом изабраних на овој скупштини било је 377, a оних који су у скупштину улазили по положају било је 60. Скупштинске седнице одржаване су у згради т. зв. „Велике пиваре", y једном одељењу тога великог здања, y великој овалној сали где су повремено даване позоришне представе.
Посланици су у Београд почели да стижу неколико дана пре отварања скупштинских седница. Долазили су по окрузима и одседали у локалима који су им унапред били одређени. 1. децембра 1858 посланици су дошли у скупштинску зграду да предаду своја пуномоћства, која је на лицу места прегледала једна комисија у којој су били министри Илија Гарашанин и Димитрије Црнобарац, чланови Савета Гаја Јеремић, Добросав Ресавац и Филип Христић, и секретар Савета Јефрем Грујић. Прегледана су сва пуномоћства па је нађено да је све исправно, само је оспорен избор једног депутата који је раније био осуђиван.
Отварање скупштинских седница било је врло свечано. Посланици округа крагујевачког заузели су први ред клупа у дворани. За њима су, по окрузима, седели посланици округа смедеревског, београдског, ваљевског, крушевачког, ужичког, итд. На галерији заузели су места посланици ћупријског и црноречког округа. По окрузима се седало ради тога, да би се посланици једнога краја могли лакше да споразумевају. По смештању посланика секретари су заузели места у врху сале, испод столова за председништво. У исто време три свештеника-посланика осветила су салу. За председника скупштине изабран је мајор Миша Анастасијевић, за потпредседника Стефан-Стевча Михајловић, a за секретаре изабрани су Јефрем Грујић и Јован Илић, професор у Београду. Митрополит Петар, праћен архијерејима, дошао је у дворану y 10 и по часова. Мало за тим ушли су у скупштину чланови Савета, на челу са Томом Вучићем Перишићем. Кнез Александар дошао је у пратњи министара и своје свите. Кнез је скупштину ословио са „Помози Бог, браћо" a скупштина му је одговорила са „Бог ти помогао, Господару". Кнез је затим саопштио скупштини да ће јој његов начелник прочитати спремљену беседу. Беседу је читао начелник министарства иностраних дела Љубомир Петровић. По прочитању беседе Кнез је изјавио да скупштину проглашава отвореном, и повукао се у пратњи министара и свите. Чланови Савета такође су напустили седницу, пошто је било решено да саветници не могу учествовати y њеном раду, као што је бивало ранијих година.
Посланици су, после тога, почели да подносе разне предлоге. Расположење скупштине било је раздражено и бунтовно; под притиском агитације за Обреновиће коју су вршиле присталице те династије, и саветника који су били решени да помоћу те исте скупштине збаце Кнеза Александра да би се по његовом збацивању увело намесништво и на тај начин продужио уставобранитељски режим, скупштина је била решена да приступи претресу тога питања, али је прешла на расправу новог закона о народној скупштини, који је био израђен према једном ранијем споразуму између либерала (Грујић), обреновићеваца (Стевча Михајловић) и уставобранитеља (Гарашанин). Пројект закона о народној скупштини претресан је на неколико узастопних седница и, кад је у скупштини био изгласан, предат Савету на потврду.
Кад је свршен претрес тога закона, Народна скупштина је прешла на претрес двеју адреса, гарантним силама и Порти. Обе те адресе примљене су према ранијем споразуму. Ове адресе биле су скупштини потребне да њима нагласи да неће дозвољавати туђе и ничије мешање у ствари које се тичу Србије.
Дана 10. децембра скупштина је саслушала „слово" свога председника Мише Анастасијевића. После тога догађаји су се ређали великом брзином: отпочела је дебата о тешком стању у народу и изнесен низ оптужби против управе у земљи. Кад је и то исцрпено, прешло се и на оптужбе против Кнеза. Сав тај материјал био је већ унапред припремљен. Посланик Барловац после тога поставио је питање ко је за то крив и, y исто време, сам дао одговор: крив је Кнез.
У „Записима" (св. 2) Јефрем Грујић, један од главних организатора Светоандрејске скупштине 1858. године, описује тај тренутак овако:
„Тад неки посланици, које нисам запамтио, викнуше: па ко је томе узрок? A кад Барловац, продужујући беседу, и сам викну: Ko је томе крив? па брзо и одговори: ја мислим, браћо, да је Књаз узрок, што народ оволико зла трпи, тад цео народ у глас одговори: „он је, он је крив". Овај страовити глас народни чисто ме и сад потреса... Председатељ три пут рече: велите ли сви, браћо, да је он крив? И у три ма проламаше се ваздух од ужасне вике: сви велимо, он је крив..." Тада повика Барловац „па оћемо ли и даље трпити та зла и безаконија његова" и народ опет у глас одговори: „нећемо!" Затим Барловац рече: па шта треба да радимо, шта да иштемо од њега? Тад се поче ужасна вика разлегати: Оставку, оставку!..."
Затим је скупштина решила да се од Кнеза тражи оставка. Кнезу је написано писмо у коме скупштина, y име народа, тражи да Кнез поднесе оставку на достојанство Кнеза Србије, a да власт своју преда народној скупштини. „ . . . Народна скупштина се нада", каже се у томе писму, „да ће Ваша Светлост уважити овај глас народа свог и за љубав среће, мира и спокојства отечества нашег и Вашег својевољно се одрећи владе, па као што вам је 1842 скупштина народна владу предала, тако да је и ви сад, Светли Књаже, скупштини и чрез њу народу повратите..."
Уз ово писмо била је приложена и оставка коју је Кнез требало да потпише, a оба акта однела је у двор једна скупштинска депутација којој је на челу био потпредседник народне скупштине Стевча Михајловић.
Кнез је примио депутацију и замолио је да по оставку дође сутра ујутру. Међутим, тога дана увече, Кнез је у пратњи Илије Гарашанина отишао у београдски град а скупштина га је, не чекајући да добије писмену оставку, једном својом одлуком збацила са кнежевског достојанства.
Чим је тај акт извршен и не чекајући никаква договора са Саветом скупштина је, по предлогу посланика Симе Протића, за Кнеза Србије изабрала Кнеза Милоша Обреновића, a кнежевску власт узела на себе. Све према ранијем договору обреновићеваца и либерала, скупштина је изабрала за команданта Стевчу Михајловића, са одредбом да има да извршава само њезине наредбе. Скупштинари су решили да скупштина перманентно заседа. Стражу око скупштине чували су Београђани, који су стварно већ неколико дана били под оружјем.
Скупштина је, затим, предузела даље мере Кнез Милош је хитно извештен о избору, па су таква обавештења дата и гарантним силама, њиховим консулима, београдском паши, a сем тога је о догађају обавештен и цео управни апарат у земљи једном прокламацијом. Одређено је да министри према скупштини остану у истом односу у коме су били према Кнезу, a за министра унутрашњих послова постављен је Илија Гарашанин. Скупштина је решила да ће власт предати само Кнезу Милошу кад дође у Београд. Са своје стране, y својству свога местозаступника, Кнез Милош поставио је потпредседника народне скупштине Стевчу Михајловића.
Неколико дана по томе прошло је у очекивању доласка Кнеза Милоша, по кога је била изаслана једна скупштинска делегација. Савет је, удружен с министрима, покушао да у последњем тренутку осујети главне скупштинске одлуке, али у томе није успео. 22. децембра Кнез Александар напустио је београдски град и превезао се у Аустрију. Порта је преко београдског везира пристала на избор Кнеза Милоша, и упутила му кнежевски берат. 25. јануара 1859 Кнез Милош допутовао је у Београд. Одмах по доласку његову одржана је свечана седница народне скупштине, која је поздравила Кнеза и саслушала његову беседу. 31. јануара 1859, после двомесечног рада, Кнез Милош је лично распустио скупштину с тим да се она поново састане о Малој Госпођи исте године, y року који је био предвиђен законом о народној скупштини који је та скупштина донела пре одлуке о збацивању Кнеза Александра.
Светоандрејска народна скупштина одржала је 46 пленарних седница а трајала је 60 радних дана. Она је имала свој протокол у који су завођени сви предлози и све одлуке, који су оверавали чланови председништва. Имала је и свој печат и своју архиву. Донела је 385 одлука, a свака од њих добила је у томе протоколу и своју нумеру. За време рада посланици су скупштини поднели на решавање велики број предлога који уопште нису могли да буду узети у разматрање. Ради тога је решено да једна ужа скупштинска комисија прегледа све поднесене предлоге и да оне, који су важни и изводљиви, достави Савету и влади на даљи рад.‍:ст. 58 – 60

## Закон о народној скупштини изгласан на Светоандрејској народној скупштини у Београду 1858.
- (чл. 1) Народна скупштина је једна од најстаријих и најсветијих установа y Књажевству Српском. Она је законита воља свег народа српског;
- (чл. 2) Ko се држању и слободној законитој радњи народне скупштине противи, тај је непријатељ народу;
- (чл. 3) Скупштину народну нити ко може уништити, нити је у праву њеном ограничавати;
- (чл. 4) Народна скупштина може чинити предлоге о свему ономе што корист земаљска изискује;
- (чл. 5) Никакви закони о Књазу, Савету, попечитељима и народној скупштини не могу се издати нити променити без претходног саслушања народне скупштине;
- (чл. 6) Народна скупштина може у име народа чинити кораке код законодавне власти, да се сваки нецелисходан закон и свака административна, интересима народа противна наредба, уништи или измени;
- (чл. 7) Србија се не може ни задужити нити на што обавезати, док се та потреба пред народном скупштином не докаже;
- (чл. 8) Никакав прирез у корист државне касе који би посредно или непосредно био на терету народу, не може се установити, и никакво издавање из народне касе не може се учинити, докле се најпре не докаже потреба тога пред народном скупштином, или засебно или приликом претресања годишњег буџета;
- (чл. 9) Народна скупштина може да претреса све државне послове и да исказује своје мишљење о њима;
- (чл. 10) Народна скупштина може у име народа да оптужи пред судом попечитеље, чиновнике и уопште званичнике, без разлике звања и положаја, за њихова протузаконита доказана дела, и суд мора да прими жалбу за ислеђење и изрече своју пресуду;
- (чл. 11) Народна скупштина је састављена из лица која народ изабере;
- (чл. 12) Народна скупштина сазива се сваке године у престолници Србије, око Мале Госпође (8. септембра);
- (чл. 13) Правитељство ће наредити да се до Велике Госпође избор изврши;
- (чл. 14) Ако се нови посланици до Велике Госпође не изберу, онда ће се посланици последње скупштине сматрати као да су наново изабрани и дужни су, не чекајући на позив власти, сами на одређено место доћи и скупштину о Малој Госпођи отворити;
- (чл. 15) Попечитељи, под којима се пропусти сазвати и држати редовну народну скупштину до реченога дана, сматраће се и казнити као највећи преступници закона;
- (чл. 16) Сваки пунолетан грађанин српски, па био ма из кога сталежа, чина или звања и занимања, и ако није осуђен за преступ учињен из користољубља, може изабирати депутате из онога места где станује, или где има непокретног имања или срестава за живљење;
- (чл. 17) Ko може бирати посланике може свуда и изабран бити за посланика, ако има 30 година, не обзирући се на то, је ли он ту где се бира или није;
- (чл. 18) Избор посланика за народну скупштину биће савршено слободан, без икаквог мешања власти;
- (чл. 19) Ko би претњом, поклоном, или ма којим другим недозвољеним начином радио за себе или за другога, да изабран буде за народног посланика, тог ће судови казнити затвором од једног месеца до годину дана;
- (чл. 20) Сваки срез и свака окружна варош бира за себе посланике; тако и свака варош у срезу која има 500 пореских глава, бира за себе посланике;
- (чл. 21) По срезовима бира изборна скупштина, коју састављају избирачи из сваког села, или сваке вароши. Свако село или варош, која не бира за себе посланике, a има мање од 50 пореских глава, изабраће на сеоском састанку два човека, a села која имају преко 50 пореских глава изабраће на сваких 50 пореских глава још по два човека. Ови изабрани људи састаће се одређеног дана у означено место на среску изборну скупштину, која ће бирати посланике за народну скупштину;
- (чл. 22) У окружним варошима и у вароши Београду, као и у варошима које нису окружне а по чл. 21 могу за себе бирати посланике, бира изборна скупштина коју састављају сви који имају право бирати;
- (чл. 23) На изборној скупштини председава председник Примирителног суда где се скупштина држи. Ko има највише гласова, онај ће се прогласити за посланика;
- (чл. 24) Сваки срез и свака варош која по чл. 21 за себе бира, изабраће на сваких 500 пореских глава једног посланика Ако би оно што у коме срезу или вароши прелази 500 пореских глава износило више од 250 пореских глава, то ће се тамо изабрати још један посланик. Ако ли онај вишак не прелази 250 пореских глава, то се неће рачунати. Попечитељство унутрашњих дела обнародоваће таблицу у којој ће стајати колико која окружна варош, срез или варош која није окружна а може изабрати посланика, има пореских глава узимајући у ове и чиновнике и свештенике, па по томе ће се означити и колико ће се гди посланика за скупштину изабрати;
- (чл. 25) Скупштина ће под управом најстаријег посланика по годинама изабрати из средине своје себи председника, потпредседника и два секретара. Но скупштина може изабрати секретаре и са стране;
- (чл. 26) Пуномоћја посланика која ће бити снабдевена печатом општине и потписом председатеља и деловође изборне скупштине у варошима и од општинара, a y срезу од по једног из сваког села, прима и прегледа једна комисија скупштинска састављена из 18 посланика, a скупштина сама решава јесу ли пуномоћја и избори законити;
- (чл. 27) Пошто званичници скупштине буду изабрани, и пошто скупштина пуномоћја прегледа она ће известити Савет а овај Књаза који ће сам собом или преко свога представника скупштину отворити. Скупштина траје највише месец дана. Ho y случају изванредне потребе може се и надаље продужити;
- (чл. 29) Заседања скупштине могу се почети кад има две трећине посланика;
- (чл. 30) Свако закључење скупштине биће пуноважно када за њега да глас најмање половина у заседању налазећих се чланова и један више;
- (чл. 31) Закључење народне скупштине потписује председник, по један посланик из сваког округа, са секретарима
- (чл. 32) Своје предлоге о издавању ма каквог закона, скупштина предлаже Савету;
- (чл. 33) На поднесене предлоге скупштинске имаће јој се благовремено одговорити;
- (чл. 34) Протоколи заседања народне скупштине штампаће се у званичним и другим земаљским новинама;
- (чл. 35) У случају какве велике потребе, може Књаз у сагласију са Саветом и ванредну скупштину сазвати, која на броју сме бити већа, али никако мања од редовне, и за коју се посланици морају изабирати на онај исти начин као и за редовну. Но ово држање ванредне скупштине не сме ни у чему на путу стајати сазивању и одржавању редовне скупштине;
- (чл. 36) Народни посланици нису дужни никоме и никада одговарати за оно што на скупштини буду говорили;
- (чл. 37) Народни посланик не може ни за што бити затворен за време скупштине, док она најпре то не одобри. Но када би га власт на самом делу злочинства ухватила, може га затворити, али је дужна одмах одобрење од скупштине искати да га у затвору задржи;
- (чл. 38) На печату народне скупштине стајаће грб српски са натписом унаоколо: „Српска народна скупштина";
- (чл. 39) Под старањем председника и секретара скупштине водиће се доста тачан извод свију дела скупштине који ће се концем последњег заседања обичним потписом скупштине (чл. 30) снабдевен дати печатати тако да се сваком посланику даде по један егземплар од истога, a тако исто и свима земаљским властима и општинама доставити. Среске и окружне власти сазваће среске и варошке скупштине и ту ће им овај извод делања народне скупштине прочитати да тако цео народ добије верно и тачно известије о свему што је на скупштини рађено;
- (чл. 40) По саслушању предлога којима се народна скупштина занимала, Књаз у сагласности са Саветом саслушав претходно о томе мњење скупштине, издаће указ да делање скупштине престане. Указ овај Савет ће скупштини доставити и по томе ће Књаз или сам или среством свог представника једним говором скупштину закључити.[2]‍:ст. 60 – 61